# خوسيه مانويل غونزاليس هرنانديز
خوسيه مانويل غونزاليس هرنانديز (بالإسبانية: José Manuel González Hernández)‏ (6 أكتوبر 1981 بسان ميغيل في السلفادور - ) هو لاعب كرة قدم سلفادوري في مركز حراسة المرمى. شارك مع منتخب السلفادور لكرة القدم. أما مع النوادي، فقد لعب مع C.D. Vista Hermosa ‏ ونادي سانتانيكوس أسوشيتد وC.D. Dragón ‏ ونادي أكويلا.

## وصلات خارجية
- خوسيه مانويل غونزاليس هرنانديز على موقع ناشيونال فوتبول تيمز (الإنجليزية)